# Рікарду Алвес Перейра
Рікарду Алвес Перейра (порт. Ricardo Alves Pereira, нар. 8 серпня 1988, Сіноп) — бразильський футболіст, що грав на позиції нападника. Виступав за низку бразильських і закордонних клубів.

## Ігрова кар'єра
У професійному футболі Рікарду дебютував 2005 року виступами за команду «Атлетіку Паранаенсе», проте до основного складу не пробився, і до 2013 року керівництво клубу відавало футболіста в оренду до клубів «Даллас», «АБС», «Токіо», «Понте-Прета» та «Фігейренсе».
У 2014 році вже на правах постійного контракту Рікарду перейшов до клубу «Америка Мінейру», в якому грав до кінця року. У 2015 році футболіст грав у складі корейського клубу «Теджон Сітізен» та бразильського клубу КРБ. На початку 2016 року Рікарду грав у складі клубу «Ліненсе», а в середині року перейшов до мексиканського клубу «Лобос БУАП». У другій половині 2017 року футболіст грав у складі бразильського клубу «Лондрина», а в 2018 році він захищав кольори іншого бразильського клубу «Уберландія». На початку 2019 року Рікарду перейшов до іншого бразильського клубу «Таубате», а в середині року перейшов до туніського клубу «Бен Кардан». У 2020 році туніський клуб віддав бразильського нападника в оренду до саудівського клубу «Аль-Ансар», після якої він повернувся до «Бен Кардана». У 2021 році футболіст повернувся до Бразилії, де нетривалий час грав у команді «Конкордія», після чого завершив виступи на футбольних полях.